# Brinon-sur-Sauldre
Brinon-sur-Sauldre település Franciaországban, Cher megyében. Lakosainak száma 972 fő (2022. január 1.). Brinon-sur-Sauldre Clémont, Sainte-Montaine, Chaon, Pierrefitte-sur-Sauldre, Souesmes, Cerdon és Isdes községekkel határos.

## Népesség
A település népessége az elmúlt években az alábbi módon változott:
| Lakosok száma | 1332 | 1249 | 1107 | 1048 | 1008 | 1004 | 982  | 974  | 971  | 972  |
|               | 1968 | 1982 | 1990 | 2006 | 2013 | 2015 | 2017 | 2019 | 2020 | 2022 |